# Hive (producteur)
Pour les articles homonymes, voir Hive.
Hive est le nom de scène de Michael Petrie (né en décembre 1974), un DJ britannique installé à San Francisco, producteur, et propriétaire d'un label qui a contribué à des dizaines d'enregistrements de musique Drum and bass. Son label Violence Recordings est considéré comme le premier label de Drum and bass aux États-Unis.

## Discographie
- Devious Methods (1998)
- Working With Sound (1999)
- The Raw Uncut (2001)
- Bedlam (2002)

## Dans la culture populaire
Bien que Hive ne soit pas fort connu du grand public, certains ses mixs ont été utilisés par de grands médias.
Le titre le plus célèbre, "Ultrasonic Sound", utilise la musique Re-Ignition du groupe punk-hardrock Bad Brains.
Il a été utilisé dans divers médias:
- Le film de science fiction The Matrix utilise le titre dans sa bande son.
- La chaine de télévision américaine FOX utilise fréquemment le titre dans son émission de football du dimanche.
- Le site Newgrounds propose un jeu (Pico) qui utilise la musique comme thème principal.

## Liens
- Hive sur MySpace
- Hive sur LastFM